# Ilke Wyludda
Ilke Wyludda, född 28 mars 1969 i Leipzig, Sachsen, död 1 december 2024 i Halle, Sachsen-Anhalt, var en tysk friidrottare som tävlade i diskuskastning och i början av sin karriär representerade Östtyskland.
Wyluddas genombrott kom när hon 1986 blev världsmästare för juniorer. Under 1987 deltog hon vid VM i Rom där hon slutade på en fjärde plats med ett kast på 68,20. Under 1988 kastade hon 74,40 vilket fortfarande (2009) gäller som världsrekord för juniorer. Under åren 1989 till och med VM 1991 i Tokyo vann hon 41 raka tävlingar, inklusive EM-guld vid EM i Split. Under denna tid noterade hon även ett kast på 74,56 vilket inte bara är hennes personliga rekord utan även det näst längsta kastet någonsin. 
Vid VM 1991 i Tokyo kastade hon 69,12 vilket placerade henne som tvåa efter Zvetanka Christova. Efter att ha misslyckats vid VM 1993 då hon bara blev elva var hon tillbaka vid EM 1994 i Helsingfors som segrare. Hon blev senare tvåa vid VM 1995 i Göteborg efter Ellina Zvereva. 
Hennes främsta merit var när hon vid olympiska sommarspelen 1996 i Atlanta blev olympisk mästare. Hon deltog även vid olympiska sommarspelen 2000 i Sydney men slutade då på en sjunde plats.
Ilke Wyludda har, utöver sina ungdoms-, junior- och U23-världsrekord i diskus på 65,86, 74,40 resp. 74,56 även ungdomsvärldsrekord i kula med 19,08.
Hon fick utmärkalsen Silbernes Lorbeerblatt och avslutade karriären 2001. Senare blev hon sportlärare och lärare för sjukgymnastik. I samband med en bakteriell sjukdom genomgick Wyludda 2010 en amputation på nedre delen av högra benet. Hon deltog vid paralympiska sommarspelen 2012 i London i diskus och kulstötning.